# Лунтань
Лунта́нь (кит. упр. 龙潭, пиньинь Lóngtán) — район городского подчинения городского округа Гирин провинции Гирин (КНР). Район назван в честь горы Лунтаньшань.

## История
Район был образован в 1948 году.

## Административное деление
Район Лунтань делится на 13 уличных комитетов, 4 посёлка и 2 волости.

## Соседние административные единицы
Район Лунтань граничит со следующими административными единицами:
- Городской уезд Шулань (на севере)
- Городской уезд Цзяохэ (на востоке)
- Район Фэнмань (на юге)
- Район Чуаньин (на юго-западе)
- Район Чанъи (на западе)
- Город субпровинциального значения Чанчунь (на северо-западе)